# 秋乃ゆに
秋乃 ゆに（あきの ゆに、1993年9月29日 - ）は、日本の女優。2018年から2025年まで吉本興業に所属していた。別名、洪潤梨（ホン・ユニ）。大阪府出身。

## 略歴
在日韓国人として日本に生まれ、日本で育つ。
2015年3月、井口昇が手掛ける女優系アイドルグループ「ノーメイクス」のメンバーとして洪潤梨（ホン・ユニ）の名義でデビュー。
2016年、講談社・ミスiD2017オーディションで「東佳苗審査員賞」を受賞。
2017年12月、女優業との両立が困難になってきたため、ノーメイクスの第2弾主演映画『ゴーストスクワッド』の公開をもってグループを卒業。
2018年5月1日よりよしもとクリエイティブエージェンシー（吉本興業）に所属し、芸名を秋乃ゆにに改名。秋生まれでアキ・カウリスマキが好きだからという意味で自ら名付けた。
2017年に□□□が募集した新ボーカリストに応募し、2019年9月に「契約社員」として同グループに加入。
2020年に公開された映画『エンボク』では25歳で主演の女子高生を演じ、バイオレンスシーンや濡れ場シーンにも出演した。
2025年6月1日をもって吉本興業を退所し、芸名を洪潤梨（ホン・ユニ）に戻した。

## 人物
趣味は映画鑑賞、断捨離。特技は韓国語、痛みと孤独に耐えること、耐久玉ねぎ微塵切り、打楽器。
座右の銘は「雁が飛べば石亀も地団駄」。
2023年に「ラムちゃんと同じスリーサイズにする」という企画動画でスリーサイズがウエスト54センチ、ヒップ83センチ、バスト83センチ未満であることを公表。

## 出演

### 映画
- キネマ純情（2016年3月12日、井口昇監督） - ヨシエ役
- おまつり（2016年、横山翔一監督） - ゆり役
- 神宿スワン（2016年6月、中山剛平監督） - 妖精の声役
- THE END OF ANTHEM(ジエンドオブアンセム)（2017年、東佳苗監督）
- スレイブメン（2017年3月10日、井口昇監督）- 芳恵 役
- 全員死刑（2017年11月18日、小林勇貴監督） - 女子高生 役
- ヘドロ―バ（2017年12月9日、小林勇貴監督） - ユリ 役（主演）
- ウィッチ・フウィッチ（2018年2月24日、酒井麻衣監督）
- ゴースト・スクワッド（2018年3月3日、井口昇監督） - ヨシエ 役（主演）
- たゆたう（2019年1月25日、黒田航大監督） - はるか 役
- 僕の好きな女の子（2019年4月、第11回沖縄国際映画祭上映作品）[12]
- 強がりカポナータ（2019年12月25日、横山翔一監督） - ヒロイン・茉凛 役[13][14]
- エンボク（2020年7月3日、鈴木浩介監督） - 工藤愛美 役（主演）[8][15]
- 黄龍の村（2021年9月24日、阪元裕吾監督） - 遠藤なごみ 役[16]
- ずっと独身でいるつもり?（2021年11月19日、ふくだももこ監督）
- スパゲティコード・ラブ（2021年11月26日、丸山健志監督）
- 明け方の若者たち（2021年12月31日、松本花奈監督） - 舞台役者 役
- メタモルフォーゼの縁側（2022年6月17日、狩山俊輔監督）[17]
- グッドバイ、バッドマガジンズ（2022年10月28日、横山翔一監督） - メイク 役
- 新橋探偵物語2 ダブルリボルバーラヴ（2022年12月3日、横山翔一監督） - 秋乃ゆに 役

### テレビドラマ
- 監獄学園プリズンスクール（2015年、TBS）
- GIVER 復讐の贈与者 第4話（2018年8月4日、テレビ東京） - 明奈（関西弁の女子高生）役
- ウルトラマンR/B　第21話（2018年11月24日、テレビ東京） - カップルの女性 役
- 俺のスカート、どこ行った?（2019年4月20日 - 6月22日、日本テレビ） - 江口寿美江 役[18]
- 恋の病と野郎組 第7話（2019年8月31日、BS日テレ） - サヤカ 役
- ほんとにあった怖い話20周年スペシャル「汲怨のまなざし」（2019年10月12日、フジテレビ）
- ドクターX〜外科医・大門未知子〜 第5話（2019年11月14日、テレビ朝日） - メグミ 役
- ランチ合コン探偵〜恋とグルメと謎解きと〜 第4話（2020年1月30日、読売テレビ制作・日本テレビ） - 菊池沙耶 役[19]
- お耳に合いましたら。 第6話（2021年8月20日、テレビ東京） - 番組スタッフ 役
- 姪のメイ 第4話（2023年9月29日、テレビ東京）
- 闇バイト家族 第2話・5話・7話（2024年1月13日・2月3日・2月17日、テレビ東京） - 韓流ドラマ（劇中ドラマ） ヒロイン・ヘナ 役[20]

### ウェブドラマ
- すじぼり 第1話・第3話・第5話・第10話（2019年6月、U-NEXT） - 女子高生 役
- ペンライト・ラプソディー 全4話（2023年8月7日 - 28日、『東京彼女』公式YouTube） - マミ 役

### その他テレビ
- アイ情♡生診断DNA〜night〜（2015年10月30日、CSスカパー）
- Music B.B.（2016年2月22日 -3月6日、BS12 トゥエルビなど）
- ドラマ ブタイモン『おん・てぃーびー 真夜中の弥次さん喜多さん』（2016年5月15日、TOKYO MX）エンディング出演

### 舞台
- 演劇ユニットろりえ第10回公演『全裸物語改め実家物語』主演・ろりえ役

- 演劇ユニットろりえリブートvol.1『逮捕（仮）』弓役

- 劇団ジエン社実験公演『いつか私たちきっとそこきっとそこで、そこに」

- 演劇ユニットろりえ第11回公演『桃テント』

- 演劇ユニットろりえ第12回公演『ミセスダイヤモンド』ユニ・クロ役[21]
- 演劇ユニットろりえ第13回公演『いけない先生』でんじろうゆに役[22]
- ドードーが落下する（2022年9月21日‐10月2日、KAAT神奈川芸術劇場大スタジオ）
- 啓和グループ60周年記念公演『バック・トゥ・ザ・うんちゃん〜ドライバーの消える日〜』（2024年10月2日 - 6日、ザ・ポケット）[23]
- 劇団た組『ドードーが落下する』（2025年1月10日 - 2月16日、KAAT神奈川芸術劇場大スタジオ 他）[24]

### ミュージックビデオ
- バレーボウイズ「海へ」
- おとぎ話「ONLY LOVERS」
- フレンズ「Hello New Me!」
- NONA REEVES『記憶の破片 feat.原田郁子』
- 西中島きなこ＋吉田靖直『若者』

## 作品

### 写真集
- 朗らかに咲うキミ 洪潤梨×飯田えりか（2016年7月15日、グレイプス）撮影：飯田えりか

### その他
- 小林勇貴監督・映画『super tandem』挿入歌と主題歌の作詞・歌唱提供(2017)